# Cryptocarya wightiana
Cryptocarya wightiana är en lagerväxtart som beskrevs av Thw.. Cryptocarya wightiana ingår i släktet Cryptocarya och familjen lagerväxter. Inga underarter finns listade i Catalogue of Life.